# Morti nel 1969/Gennaio
| Questa pagina contiene informazioni ricavate automaticamente dalle voci biografiche con l'ausilio del template Bio e di un bot. L'aggiornamento è periodico e automatico e ricostruisce completamente la pagina. Se manca una persona in questa lista, sei pregato di non aggiungerla, ma accertati piuttosto che la sua voce biografica contenga il template Bio e che i dati anagrafici siano correttamente compilati. Se il template Bio manca, inseriscilo tu stesso o, in alternativa, metti l'avviso {{tmp\|Bio}} che ne segnala la mancanza. Se i dati riportati sono sbagliati, correggi direttamente la voce biografica; le modifiche saranno visibili in questa lista entro pochi giorni. Per chiarimenti vedi il progetto biografie. La lista contiene solo le 107 persone che sono citate nell'enciclopedia e per le quali è stato implementato correttamente il template Bio. Pagina aggiornata al 3 mar 2024. |

- 1º gennaio - Vannuccio Faralli, giornalista, partigiano e politico italiano (n. 1891)
- 1º gennaio - Vera Holme, attrice e attivista britannica (n. 1881)
- 1º gennaio - Barton MacLane, attore statunitense (n. 1902)
- 1º gennaio - Angelo Musco, musicista e compositore italiano (n. 1925)
- 1º gennaio - Bruno Söderström, astista, altista e giavellottista svedese (n. 1881)
- 1º gennaio - Vittorio Emanuele Terragni, ufficiale, generale e scrittore italiano (n. 1894)
- 2 gennaio - Gilbert Miller, impresario teatrale statunitense (n. 1884)
- 2 gennaio - Georges Renavent, attore francese (n. 1894)
- 3 gennaio - Commodore Cochran, velocista statunitense (n. 1902)
- 3 gennaio - Howard McNear, attore statunitense (n. 1905)
- 4 gennaio - Paul Chambers, contrabbassista statunitense (n. 1935)
- 4 gennaio - James Foster, hockeista su ghiaccio britannico (n. 1906)
- 4 gennaio - Corneliu Robe, calciatore rumeno (n. 1908)
- 4 gennaio - Amedeo Varese, calciatore italiano (n. 1890)
- 5 gennaio - Piero Antona, calciatore italiano (n. 1912)
- 5 gennaio - Luigia Ciappi, insegnante italiana (n. 1894)
- 5 gennaio - Franz Theodor Csokor, commediografo e scrittore austriaco (n. 1885)
- 5 gennaio - Florence Fair, attrice statunitense (n. 1907)
- 5 gennaio - Patrick Flynn, siepista e mezzofondista statunitense (n. 1894)
- 5 gennaio - Samúel Jónsson, scultore e pittore islandese (n. 1884)
- 5 gennaio - Arthur Loesser, pianista, musicologo e scrittore statunitense (n. 1894)
- 5 gennaio - Umberto Milani, scultore e pittore italiano (n. 1912)
- 5 gennaio - Umberto Scotti, calciatore italiano (n. 1885)
- 6 gennaio - Vincenzo Borgarello, ciclista su strada italiano (n. 1884)
- 6 gennaio - Al Haskell, attore statunitense (n. 1886)
- 6 gennaio - Daisy e Violet Hilton, attrice britannica (n. 1908)
- 6 gennaio - Ákos Ráthonyi, regista e sceneggiatore ungherese (n. 1908)
- 6 gennaio - Giuseppe Viani, allenatore di calcio e calciatore italiano (n. 1909)
- 7 gennaio - Earl Duvall, fumettista statunitense (n. 1898)
- 7 gennaio - Leonora Jackson McKim, violinista statunitense (n. 1879)
- 7 gennaio - Josip Ribičič, scrittore sloveno (n. 1886)
- 8 gennaio - Sebastian Englert, presbitero, missionario e linguista tedesco (n. 1888)
- 8 gennaio - Leopoldo Gasparini, politico e partigiano italiano (n. 1894)
- 8 gennaio - Leslie Goodwins, regista e sceneggiatore britannico (n. 1899)
- 8 gennaio - Albert Hill, mezzofondista britannico (n. 1889)
- 8 gennaio - Elmar Kaljot, calciatore estone (n. 1901)
- 9 gennaio - Giacomo Acerbo, economista e politico italiano (n. 1888)
- 9 gennaio - Erling Andersen, calciatore norvegese (n. 1901)
- 9 gennaio - Ettore Caffaratti, generale e cavaliere italiano (n. 1886)
- 9 gennaio - Jacobus van Egmond, pistard olandese (n. 1908)
- 9 gennaio - Day Keene, scrittore e sceneggiatore statunitense (n. 1904)
- 10 gennaio - Tom Kromer, scrittore statunitense (n. 1906)
- 10 gennaio - Mario Marazzani, generale italiano (n. 1887)
- 10 gennaio - Olga Oelkers, schermitrice tedesca (n. 1887)
- 11 gennaio - Ahmed Barzani, politico curdo (n. 1896)
- 11 gennaio - Leopold von Wiese, sociologo tedesco (n. 1876)
- 12 gennaio - Ignaz Epper, pittore e scultore svizzero (n. 1892)
- 12 gennaio - Enrico Ferrari, politico italiano (n. 1887)
- 12 gennaio - Betty Fischer, soprano austriaca (n. 1887)
- 12 gennaio - Károly Fogl, allenatore di calcio e calciatore ungherese (n. 1895)
- 12 gennaio - Teodor Peterek, calciatore polacco (n. 1910)
- 13 gennaio - Wilton Graff, attore statunitense (n. 1903)
- 13 gennaio - Valter Lidén, calciatore svedese (n. 1887)
- 13 gennaio - Arthur Mooring, militare inglese (n. 1908)
- 13 gennaio - Federico Palazzoli, imprenditore e dirigente sportivo italiano (n. 1881)
- 13 gennaio - Sigurd Svensson, cavaliere svedese (n. 1912)
- 13 gennaio - Helmut Weiss, attore, regista e sceneggiatore tedesco (n. 1907)
- 14 gennaio - Barney Sedran, cestista e allenatore di pallacanestro statunitense (n. 1891)
- 15 gennaio - Walter Henneberger, scacchista svizzero (n. 1883)
- 15 gennaio - Mario Ruccione, compositore italiano (n. 1911)
- 15 gennaio - Theodor Werner, pittore tedesco (n. 1886)
- 15 gennaio - Alberto de' Stefani, economista e politico italiano (n. 1879)
- 16 gennaio - Francesco Cocco Ortu, politico e avvocato italiano (n. 1912)
- 16 gennaio - Vernon Duke, compositore russo (n. 1903)
- 17 gennaio - Grażyna Bacewicz, compositrice polacca (n. 1909)
- 17 gennaio - Augusto Colombo, pittore italiano (n. 1902)
- 18 gennaio - Eugenio Coselschi, militare, politico e scrittore italiano (n. 1888)
- 18 gennaio - Hans Freyer, sociologo tedesco (n. 1887)
- 18 gennaio - Lewis Tewanima, mezzofondista statunitense (n. 1888)
- 19 gennaio - Roberto Cessi, storico e politico italiano (n. 1885)
- 19 gennaio - Jan Palach, patriota cecoslovacco (n. 1948)
- 19 gennaio - Carlo Salamano, pilota automobilistico italiano (n. 1891)
- 19 gennaio - Michele Vedani, scultore italiano (n. 1874)
- 20 gennaio - Luigi Del Bianco, scultore italiano (n. 1892)
- 20 gennaio - Piero Pavesio, compositore, pianista e cantante italiano (n. 1909)
- 20 gennaio - Enrique Ruano, antifascista spagnolo (n. 1947)
- 21 gennaio - Angiolo Alebardi, pittore italiano (n. 1883)
- 21 gennaio - Giovanni Comisso, scrittore italiano (n. 1895)
- 21 gennaio - Candido De Giovanni, calciatore italiano (n. 1896)
- 21 gennaio - Alessandro Morino, politico italiano (n. 1909)
- 21 gennaio - Marie Mounib, attrice egiziana (n. 1915)
- 21 gennaio - Raffaele Pastore, politico italiano (n. 1881)
- 22 gennaio - Federico Cesarano, schermidore italiano (n. 1886)
- 22 gennaio - Benvenuto Maria Disertori, musicologo e incisore italiano (n. 1887)
- 22 gennaio - Birger Pedersen, calciatore norvegese (n. 1910)
- 23 gennaio - Karl Schrenk, calciatore austriaco (n. 1889)
- 24 gennaio - Dorcas Matthews, attrice statunitense (n. 1890)
- 24 gennaio - Anna Maria Princigalli, pedagogista, partigiana e politica italiana (n. 1916)
- 24 gennaio - Augusto Silvestri, violinista e direttore d'orchestra italiano (n. 1885)
- 24 gennaio - António Sérgio, filosofo e politico portoghese (n. 1883)
- 25 gennaio - Irene Castle, danzatrice e attrice statunitense (n. 1893)
- 26 gennaio - Bruno Barosi, cuoco italiano (n. 1893)
- 26 gennaio - Elena Sangro, attrice italiana (n. 1897)
- 27 gennaio - Hanns Jelinek, compositore austriaco (n. 1901)
- 27 gennaio - Charles Winninger, attore statunitense (n. 1884)
- 28 gennaio - Giovanni Magli, generale e politico italiano (n. 1884)
- 29 gennaio - Allen Welsh Dulles, diplomatico e agente segreto statunitense (n. 1893)
- 29 gennaio - Dolly King, cestista e allenatore di pallacanestro statunitense (n. 1916)
- 29 gennaio - Edoardo Severgnini, pistard e ciclista su strada italiano (n. 1904)
- 29 gennaio - Max Weinreich (n. 1894)
- 29 gennaio - Oreste Zaccagna, lunghista, triplista e calciatore italiano
- 30 gennaio - Li Zongren, generale e politico cinese (n. 1890)
- 30 gennaio - Fritzi Massary, attrice teatrale e soprano austriaca (n. 1882)
- 30 gennaio - Dominique Pire, religioso belga (n. 1910)
- 31 gennaio - Meher Baba,  indiano (n. 1894)
- 31 gennaio - Adamo Bozzani, ginnasta italiano (n. 1891)
- 31 gennaio - Olinto Landini, sindacalista e politico italiano (n. 1921)